# Антеридий
Антеридий (на гръцки: άνθηρός) – мъжки полов орган при алги, водорасли, покритосеменни растения, мъхове и папрати. В него се образуват сперматозоидите. Антеридият се получава от протанема при мъховете, а при папратите от протал. Двете образувания са получени от спори. При голосеменните антеридият е редуциран.